# Bni Guil
Bni Guil (àrab بني كيل) és una comuna rural de la província de Figuig de la regió de L'Oriental. Segons el cens de 2014 tenia una població total de 6.726 persones.